# سفارت کنیا در واشینگتن

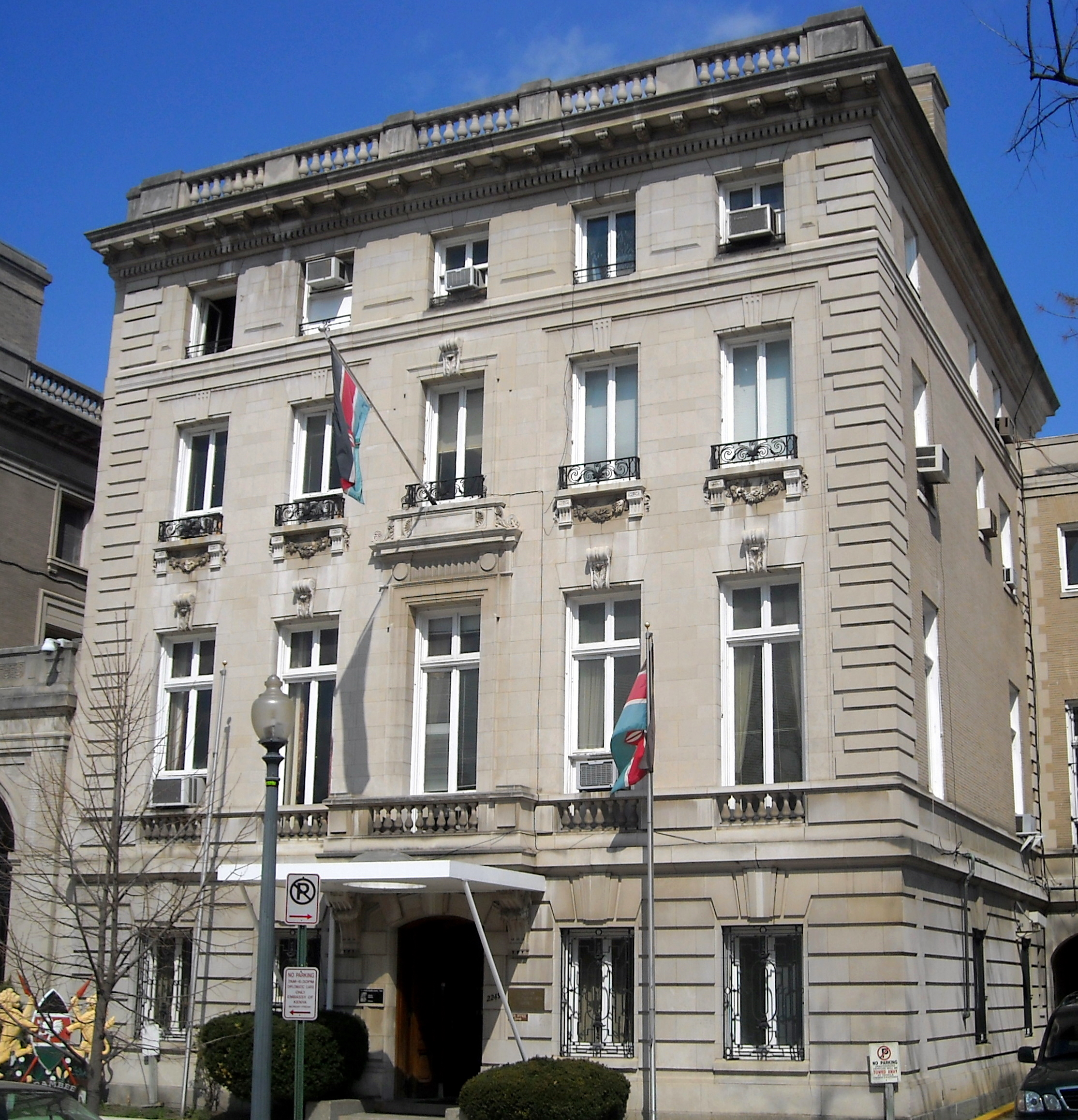
سفارت کنیا در واشنگتن،دی.سی سال ۲۰۰۹

سفارت کنیا در واشینگتن (به انگلیسی: Embassy of Kenya) یک خانه و سفارت در ایالات متحده آمریکا است که در واشینگتن، دی.سی. واقع شده‌است.